# Derwent (rzeka w Australii)
Derwent – rzeka na Tasmanii, o długości 215 km. Wypływa z jeziora St Clair i wpada do zatoki Storm Bay. Derwent po raz pierwszy została zbadana w 1794 roku przez brytyjskiego odkrywcę Sir Johna Hayesa. Rzeka przepływa przez następujące miasta: Derwent Bridge, New Norfolk, Bridgewater i Hobart.